# Politique au Panama
 (janvier 2025).
Le Panama est un État souverain et indépendant depuis sa séparation de la Colombie le 3 novembre 1903. C'est une république unitaire, républicaine, représentative et démocratique, notamment depuis l'expulsion de l'administration Noriega en 1989. Son nom officiel est República de Panamá. La Constitution de 1972, modifiée en 1978, 1983 et 1994, régit l'organisation des pouvoirs de la République du Panama.

## Pouvoir exécutif

### Le président

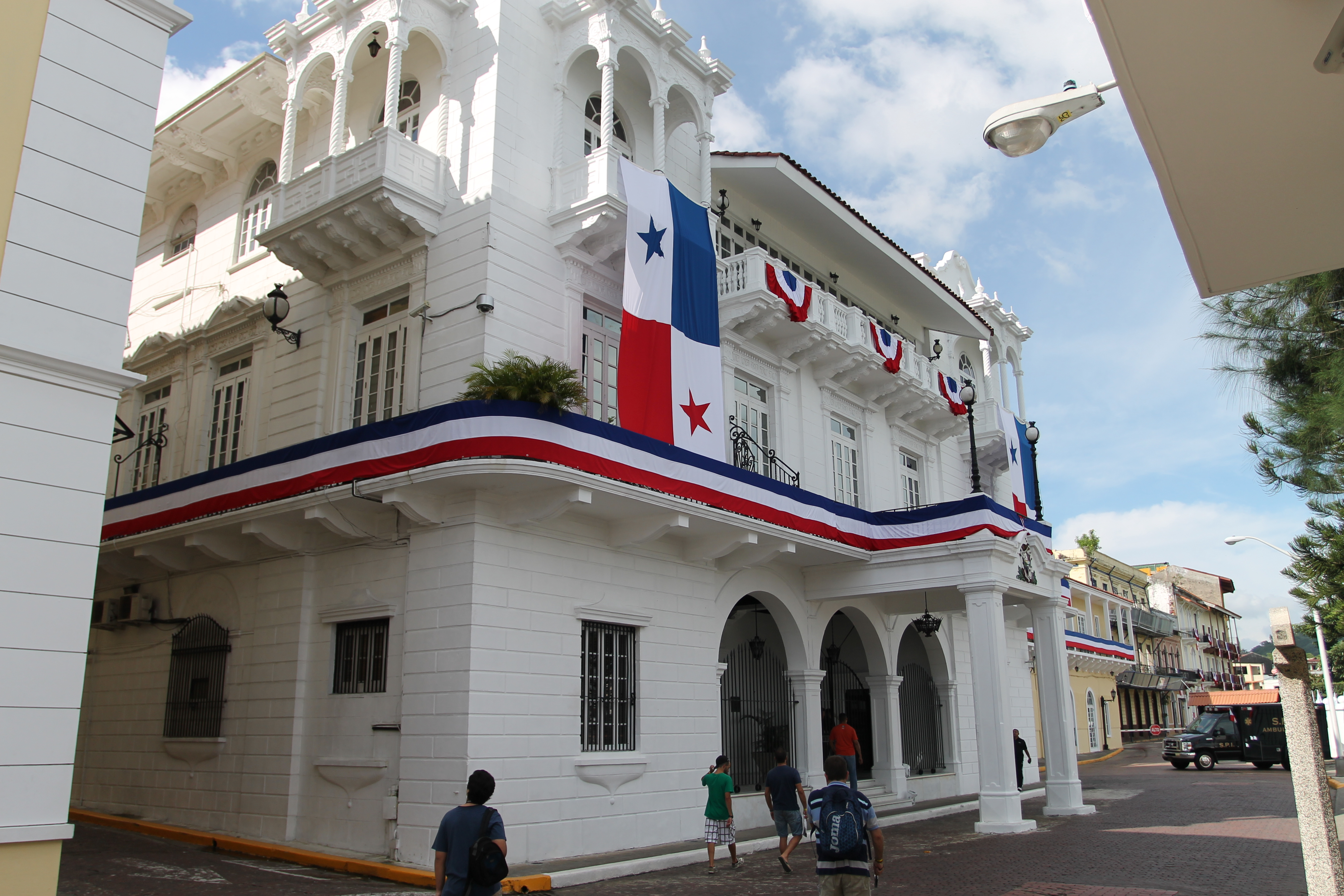
Palacio de las Garzas

Le président est élu au suffrage universel direct pour un mandat de cinq ans. La majorité simple est suffisante pour être élu président ; il n'y a pas de second tour. Le président ne peut pas être réélu au poste de président pour les deux mandats présidentiels suivant immédiatement celui pour lequel il a été élu. Il est le chef de l'État et du gouvernement. Il nomme les membres de son gouvernement.
Laurentino Cortizo, du PRD, est à la tête du Panama depuis le 1er juillet 2019. Il a recueilli 33,35 % des voix aux élections du 5 mai 2019.
La résidence officielle du président de la République de Panama est le Palacio de las Garzas (Palais des Hérons).

### Le vice-président
Le vice-président est élu au suffrage universel direct en même temps que le président, sur le même bulletin de vote. Son mandat est aussi de cinq ans. Comme pour l'élection du président, la majorité simple est suffisante pour être élu vice-président ; il n'y a pas de second tour. Le vice-président ne peut être réélu à un poste de vice-président pour les deux mandats présidentiels suivant immédiatement celui pour lequel ils a été élu.
Depuis le 1er juillet 2019, le premier vice-président est José Gabriel Carrizo du PRD.

### Le gouvernement
Les membres du gouvernement sont nommés par le Président. Le gouvernement actuel est en place depuis le 1er juillet 2019.
| Portefeuille                                                       | Titulaire | Titulaire                       | Parti |
| ------------------------------------------------------------------ | --------- | ------------------------------- | ----- |
| Président de la République                                         |           | Laurentino Cortizo              | PRD   |
| Vice-président Ministre de la Présidence                           |           | José Gabriel Carrizo Jaén       | PRD   |
| Ministre des Affaires étrangères                                   |           | Alejandro Ferrer                | Sans  |
| Ministre de l'Économie et des Finances                             |           | Héctor Alexander                | PRD   |
| Ministre de l'Éducation                                            |           | Maruja Gorday de Villalobos     | Sans  |
| Ministre des Travaux publics                                       |           | Rafael José Sabonge Vilar       | PRD   |
| Ministre de la Santé                                               |           | Rosario Turner                  | Sans  |
| Ministre du Travail et du Développement                            |           | Doris Zapata Acevedo            | Sans  |
| Ministre du Commerce et de l'Industrie                             |           | Ramón Martínez                  | Sans  |
| Ministre du Logement et de l'Aménagement du territoire             |           | Inés Samudio                    | Sans  |
| Ministre du Développement agricole                                 |           | Augusto Valderrama              | Sans  |
| Ministre du Développement social                                   |           | Markova Concepción              | Sans  |
| Ministre des Affaires du canal de Panama                           |           | Aristides Royo Sanchez          | PRD   |
| Ministre de la Sécurité publique                                   |           | Juan Pino                       | Sans  |
| Ministre de l'Environnement                                        |           | Milciades Concepción            | Sans  |
| Ministre de la Culture                                             |           | Carlos Aguilar                  | Sans  |
| Ministre du Gouvernement                                           |           | Janaina Tewaney Mencomo         | Sans  |
| Ministre conseiller pour les questions de Santé publique           |           | Eyra Ruiz                       | Sans  |
| Ministre conseiller pour la Facilitation de l'investissement privé |           | José Alejandro Rojas            | Sans  |
| Ministre conseiller pour les Affaires agricoles                    |           | Carlos Augusto Salcedo Zaldivar | Sans  |

## Pouvoir législatif

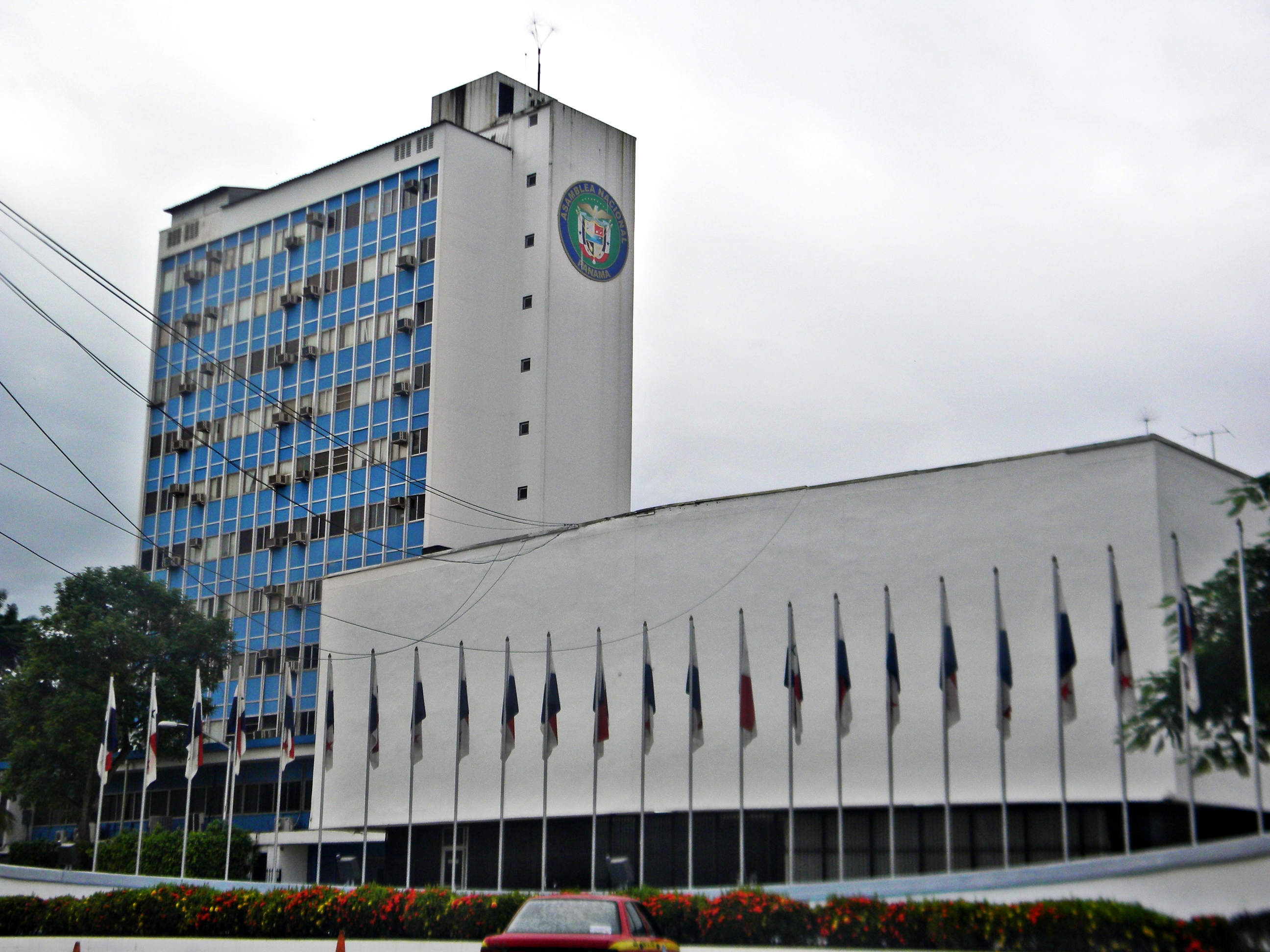
Assemblée nationale

Le parlement panaméen est monocaméral. Il est constitué de l'Assemblée nationale.

### L'Assemblée nationale
Les députés, au nombre de soixante et onze, sont élus au suffrage universel direct pour un mandat de cinq ans.

## Système judiciaire
Bien que la constitution prévoit un pouvoir judiciaire indépendant, celui-ci reste inefficace, politisé et tend à favoriser la corruption. La principale source de la loi est la constitution de 1972 (réformée de nombreuses fois, la dernière en 2004). Le système judiciaire est basé sur un système de droit civil et de révisions judiciaires des actes législatifs. Panama accepte la juridiction obligatoire de la CIJ mais avec des réserves. L'espagnol est la langue judiciaire du pays, mais il est possible d'avoir recours à un interprète.
Panama est considéré comme étant un État de droit, mais la corruption est un véritable fléau, en particulier au niveau de l'administration et du système politique. Le pays est également connu pour être le paradis du blanchiment de l'argent et le principal point de transit des immigrants illégaux et de la drogue vers les États-Unis. Se débarrasser de cette réputation reste un défi auquel doit faire face le gouvernement. Les ressortissants étrangers ne peuvent pas être certains d'avoir un procès impartial en matière judiciaire.[réf. souhaitée][non neutre]

## Partis politiques
En avril 2016, et après les élections de 2014 sur les neuf partis préexistants, cinq partis politiques panaméens sont enregistrés auprès du Tribunal Électoral. Plusieurs partis ont fusionné ou changé d'appellation préalablement à 2014.
| Nom en français Nom en espagnol                                       | Président                                                    | Date d'enregistrement au Tribunal Électoral | Note                                                                                      |
| --------------------------------------------------------------------- | ------------------------------------------------------------ | ------------------------------------------- | ----------------------------------------------------------------------------------------- |
| Parti révolutionnaire démocratique Partido Revolucionario Democrático | Hugo Guiraud [...] Benicio enacio Robinson Grajales          | 1979                                        |                                                                                           |
| Parti Molirena Partido Molirena                                       | Gisela Chung Francisco Alemán Mendoza (en fonction en 2016)  | 1982                                        |                                                                                           |
| Parti du changement démocratique Partido Cambio Democrático           | Ricardo Martinelli (en fonction en 2016)                     | 1998                                        |                                                                                           |
| Parti populaire Partido Popular                                       | [...] Milton Cohen-Henriquez Sasso (en fonction en 2016)     | 2001                                        | ex-P.D.C.                                                                                 |
| Parti Panameñista Partido Panameñista                                 | Juan Carlos Varela (- 2014) Ramón Fonseca Mora (2014-2016) ? | 2005                                        | ex-Partido Arnulfista                                                                     |
| Parti libéral Partido Liberal                                         | Joaquín Franco Vásquez                                       | 2005                                        | N'était plus inscrit en 2014                                                              |
| Avant-garde morale de la patrie Vanguardia Moral de la Patria         | Guillermo Endara Galimany                                    | 2005                                        | N'était plus inscrit en 2014                                                              |
| Union nationale Union Nacional                                        | Ivan Blasser Stanziola                                       | 2006                                        | N'était plus inscrit en 2014                                                              |
| Parti Union patriotique Partido Unión Patriotica                      | Aníbal Galindo et José Mulino                                | 2006                                        | Fusion du Partido Solidaridad et du Partido Liberal Nacional N'était plus inscrit en 2014 |

## Organisation territoriale

Une carte du Panama, montrant les dix provinces et les 3 comarcas indígenas (régions indigènes).

Le territoire panaméen est divisé en dix provinces (provincias) : Bocas del Toro, Chiriquí, Coclé, Colón, Darién, Herrera, Los Santos, Panama, Panama Ouest et Veraguas. Il existe également trois comarcas indigènes à statut de province : Kuna Yala, Ngöbe-Buglé et Emberá-Wounnan.
Ces provinces et comarcas se divisent en soixante-quinze districts (distritos), eux-mêmes subdivisés en six cent vingt corregimientos. Deux autres comarcas sont à statut de corregimiento : Madungandí et Wargandí.

## Relations internationales
Le Panama est membre de l'Organisation des Nations unies depuis le 13 novembre 1945.
À partir du 1er janvier 2007 et pendant deux ans, il sera membre non permanent du Conseil de sécurité de l'ONU. Le Panama a été élu le 7 novembre 2006, au 48e tour de scrutin. Il représentera le Groupe des pays d’Amérique latine et des Caraïbes, en remplacement de l'Argentine. Le scrutin était dans une impasse après les 47 premiers tours, le Guatemala et le Venezuela ne pouvant être départagés. Ces deux pays se sont finalement retirés, au profit du Panama.
Le Panama est également membre de l'Organisation des États américains et du Parlement centraméricain (Parlacen).
 (septembre 2021).

## Élections
Le vote est un droit et un devoir pour tous les panaméens majeurs (à partir de 18 ans). Il est libre, égal, universel, secret et direct.
Le Tribunal électoral de Panama est chargé de garantir la liberté, l'honnêteté et l'efficacité du suffrage populaire.
Les dernières élections, le 5 mai 2019, étaient générales : les panaméens devaient élire le président et le vice-président, leurs représentants à l'Assemblée nationale (71 députés) et leurs conseils municipaux. 
Les électeurs devaient cocher le(s) candidats(s) de leur choix sur des bulletins de vote spécifiques à chaque type d'élection.
Les prochaines élections devraient être organisées en mai 2024.
Depuis les élections de mai 2004, les électeurs n'ont plus le doigt marqué à l'encre indélébile.

### Présidentielle
|                          | Laurentino Cortizo       | Parti révolutionnaire démocratique | 655 428   | 33,35 |  |  |
|                          | Rómulo Roux              | Changement démocratique            | 609 223   | 31,00 |  |  |
|                          | Ricardo Lombana          | Indépendant                        | 369 303   | 18,79 |  |  |
|                          | José Blandón             | Parti panamiste                    | 212 812   | 10,83 |  |  |
|                          | Ana Matilde Gomez        | Indépendante                       | 93 608    | 4,76  |  |  |
|                          | Saúl Méndez              | Front large pour la démocratie     | 13 582    | 0,69  |  |  |
|                          | Marco Ameglio            | Indépendant                        | 11 321    | 0,58  |  |  |
|                          |                          |                                    |           |       |  |  |
| Votes valides            | Votes valides            | Votes valides                      | 1 962 885 | 97,59 |  |  |
| Votes blancs             | Votes blancs             | Votes blancs                       | 20 835    | 1,04  |  |  |
| Votes nuls               | Votes nuls               | Votes nuls                         | 27 723    | 1,38  |  |  |
| Total                    | Total                    | Total                              | 2 011 443 | 100   |  |  |
| Abstention               | Abstention               | Abstention                         | 746 380   | 26,96 |  |  |
| Inscrits / participation | Inscrits / participation | Inscrits / participation           | 2 757 823 | 73,04 |  |  |

### Législatives
Chacune des neuf provinces ainsi que les deux comarcas à staut de province Kuna Yala et Ngöbe-Buglé élisent un ou plusieurs députés.
|                           |                                            |           |       |       |        |               |  |  |  |
| Parti                     | Parti                                      | Voix      | %     | +/-   | Sièges | +/-           |  |  |  |
|                           | Parti révolutionnaire démocratique         | 542 165   | 29,93 | 1,56  | 36     | 11            |  |  |  |
|                           | Changement démocratique                    | 405 984   | 22,41 | 11,31 | 18     | 12            |  |  |  |
|                           | Parti panamiste                            | 313 413   | 17,30 | 2,92  | 8      | 4             |  |  |  |
|                           | Mouvement libéral républicain nationaliste | 92 430    | 5,10  | 2,06  | 4      | 2             |  |  |  |
|                           | Parti de l'alliance                        | 42 670    | 2,36  | Nv    | 0      | en stagnation |  |  |  |
|                           | Front large pour la démocratie             | 22 539    | 1,24  | 0,23  | 0      | en stagnation |  |  |  |
|                           | Parti populaire                            | 64 028    | 3,53  | 0,20  | 0      | 1             |  |  |  |
|                           | Indépendants                               | 328 406   | 18,13 | 15,06 | 5      | 4             |  |  |  |
|                           |                                            |           |       |       |        |               |  |  |  |
| Suffrages exprimés        | Suffrages exprimés                         | 1 811 635 | 92,87 |       |        |               |  |  |  |
| Votes blancs et invalides | Votes blancs et invalides                  | 138 994   | 7,13  |       |        |               |  |  |  |
| Total                     | Total                                      | 1 950 629 | 100   | -     | 71     | en stagnation |  |  |  |
| Abstentions               | Abstentions                                | 807 194   | 29,27 |       |        |               |  |  |  |
| Inscrits / participation  | Inscrits / participation                   | 2 757 823 | 70,73 |       |        |               |  |  |  |